# 알칸타라
알칸타라(Alcántara)는 스페인 에스트레마두라 지방의 주인 카세레스주의 도시로, 인구는 1,653명(2009년 기준), 면적은 552km2, 높이는 해발 291m이다. 알칸타라의 대표적인 명소로 타구스강 위에 세워진 알칸타라 다리가 있다.